# Bisdom Borg

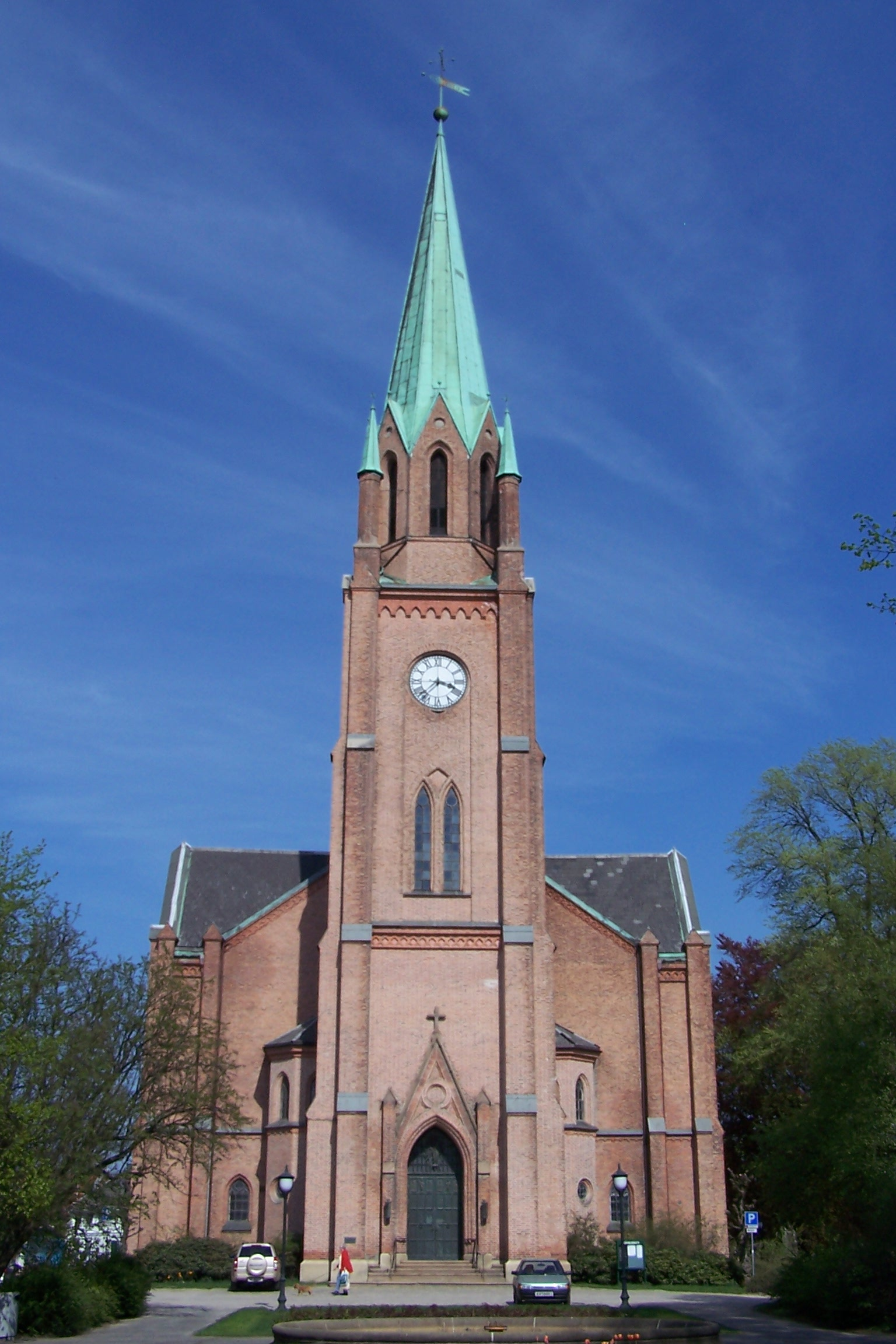
De Domkerk in Frederikstad

Het bisdom Borg is een bisdom in de Kerk van Noorwegen. Borg omvat het oostelijke deel van de provincie Viken. Het bisdom werd opgericht in 1969 door afsplitsing van het grondgebied van de toenmalige fylker Østfold en het grootste gedeelte van  Akershus van het bisdom Oslo. De kathedraal van het bisdom is de domkerk van Frederikstad.
Het bisdom is verdeeld in acht prosti, vier in Akershus en vier in Østfold. De bisschopszetel wordt sinds 2012 bezet door Atle Sommerfeldt.